# Distrito de Pfäffikon
Pfäffikon é um distrito da Suíça, localizado no cantão de Zurique. Tem 163,55 km² de área e sua população em 2019 foi estimada em 60.843 habitantes. Sua sede é a comuna de Pfäffikon.

## Comunas
Pfäffikon está composto por um total de 10 comunas:
| Comuna            | População (31 de dezembro de 2019) | Área, km² |
| ----------------- | ---------------------------------- | --------- |
| Bauma             | 4.873                              | 29.53     |
| Fehraltorf        | 6.485                              | 9.48      |
| Hittnau           | 3.664                              | 12.97     |
| Illnau-Effretikon | 17.333                             | 32.92     |
| Lindau            | 5.605                              | 11.99     |
| Pfäffikon         | 12.164                             | 19.55     |
| Russikon          | 4.393                              | 14.21     |
| Weisslingen       | 3.364                              | 12.81     |
| Wila              | 1.977                              | 9.19      |
| Wildberg          | 985                                | 10.56     |
| Total             | 60.843                             | 163.55    |